# 石神井用水
石神井用水（しゃくじいようすい）は、石神井川の水を王子神社と南の飛鳥山の間でせき止め（王子石堰）東へ流した用水。別名王子川、音無川という。

## 流路
東京都北区王子から田端、西日暮里、日暮里の現在のJR線に沿って流れ、日暮里駅前から、荒川区と台東区の区界を形作っている。三ノ輪まできたところで流れがいくつかに分かれ、北東方向には石浜川として、南東方向の流れは思川として明治通りに沿い泪橋を抜け白鬚橋付近で隅田川に注ぎ、もう1つは日本堤沿いに山谷堀に通じた。
明治時代の正式名称は北側に分水される根村用水・上郷用水に比して下郷用水と呼ばれ、下郷18カ村で石神井川下用水組合を結成し、農業用水として管理されていたが、宅地化にともない昭和のはじめまでに管理組合は廃止された。江戸期には蛍も飛び交ったといわれたが、次第に汚れ、現在はすべて暗渠化されて下水道となっている。
音無川の名は、日暮里駅前の消防署「荒川消防署 音無川出張所」に残っている。

## 関連文献
- 斎藤長秋 編「卷之五 玉衡之部 音無川」『江戸名所図会』 3巻、有朋堂書店〈有朋堂文庫〉、1927年、319頁。NDLJP:1174157/164。